# Petyr Dinekow

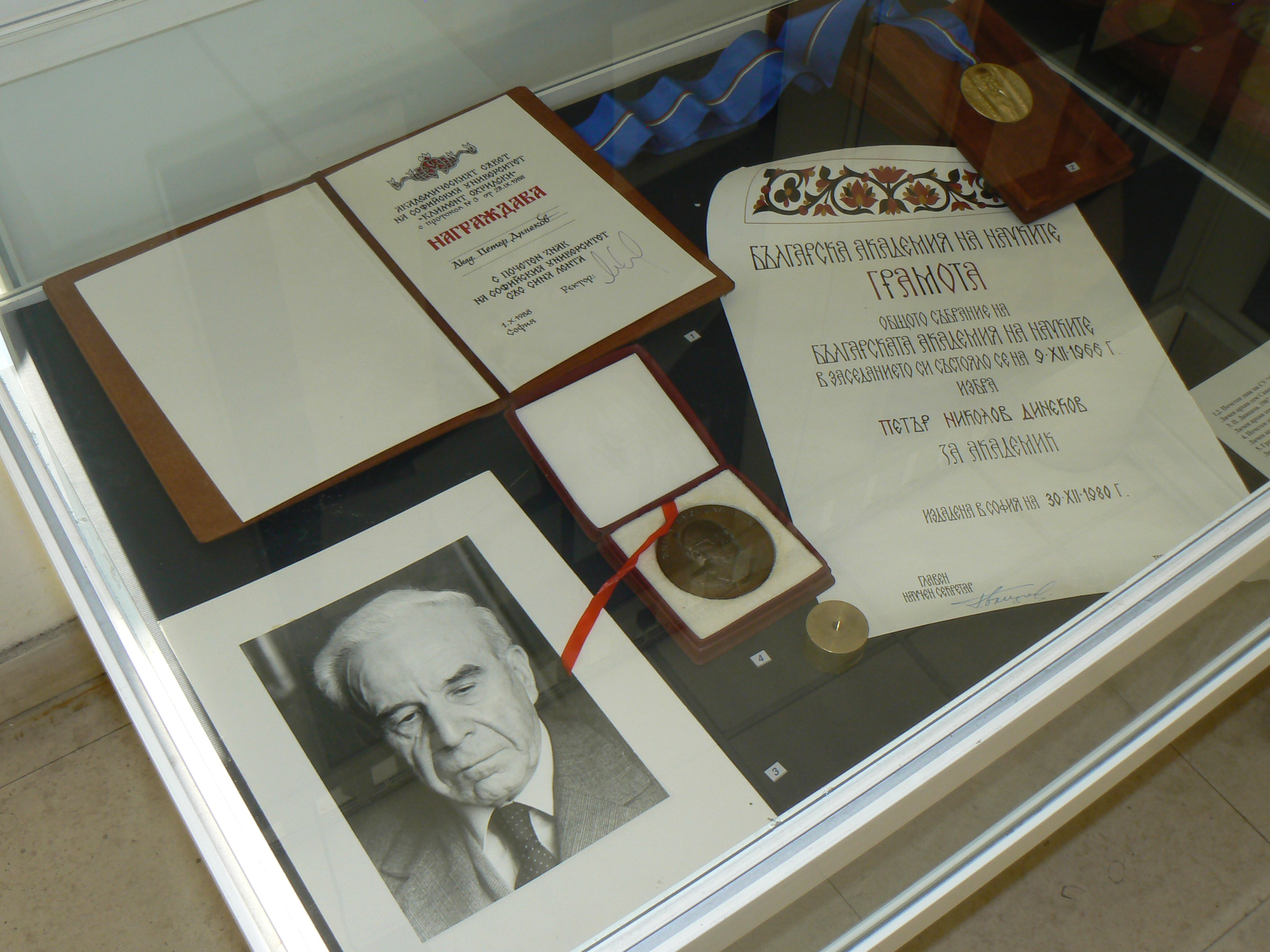
Petyr Dinekow, Ausstellung (2010)

Petyr Nikolow Dinekow (bulgarisch Петър Николов Динеков; * 30. Oktober 1910 in Smolsko; † 22. Februar 1992 in Sofia) war ein bulgarischer Literaturhistoriker und -kritiker.

## Leben
Dinekow war ab 1945 als Professor an der Universität Sofia tätig. 1967 wurde er Mitglied der Bulgarischen Akademie der Wissenschaften. Er wirkte als Direktor des Instituts für Folkloristik der Akademie.
In seinen wissenschaftlichen Arbeiten befasste er sich mit der Geschichte der Bulgarischen Literatur des Mittelalters, der bulgarischen Wiedergeburt und der Volksdichtung.

## Werke (Auswahl)
- Method ein bedeutender Slawenlehrer, 1985
- Die Schüler Kyrills und Methods in Bulgarien, 1986